# Chester, New York
Chester är en kommun i Orange County i delstaten New York, USA.